# Four à poix

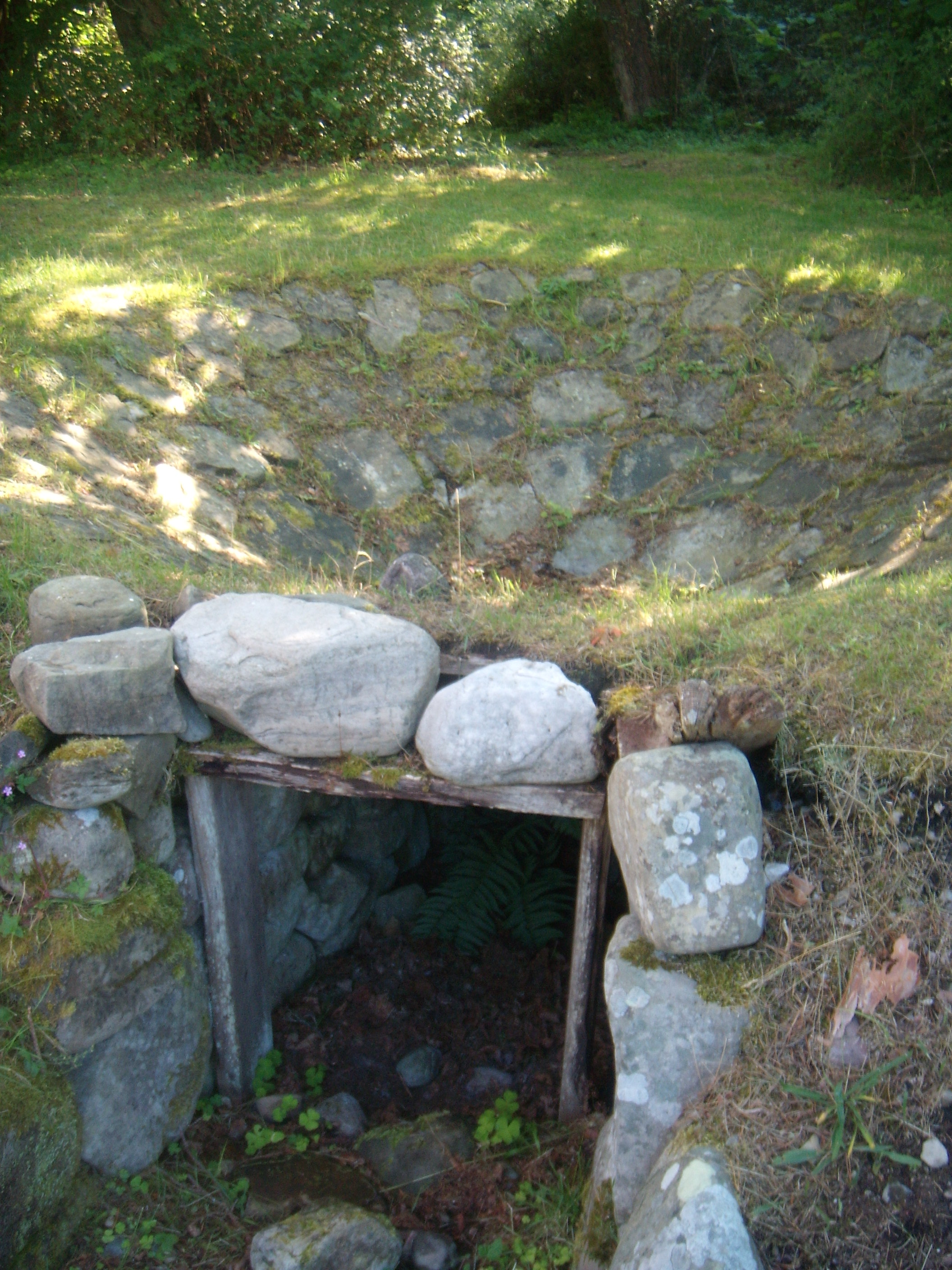
Four à goudron (:sv:tjärdal) à Trollskogen, Suède. En Scandinavie Le goudron était traditionnellement produit à partir de grumes et de racines de pin sylvestre, en utilisant ce type de four, appelé en suédois tjärdal (littéralement: fosse à goudron).

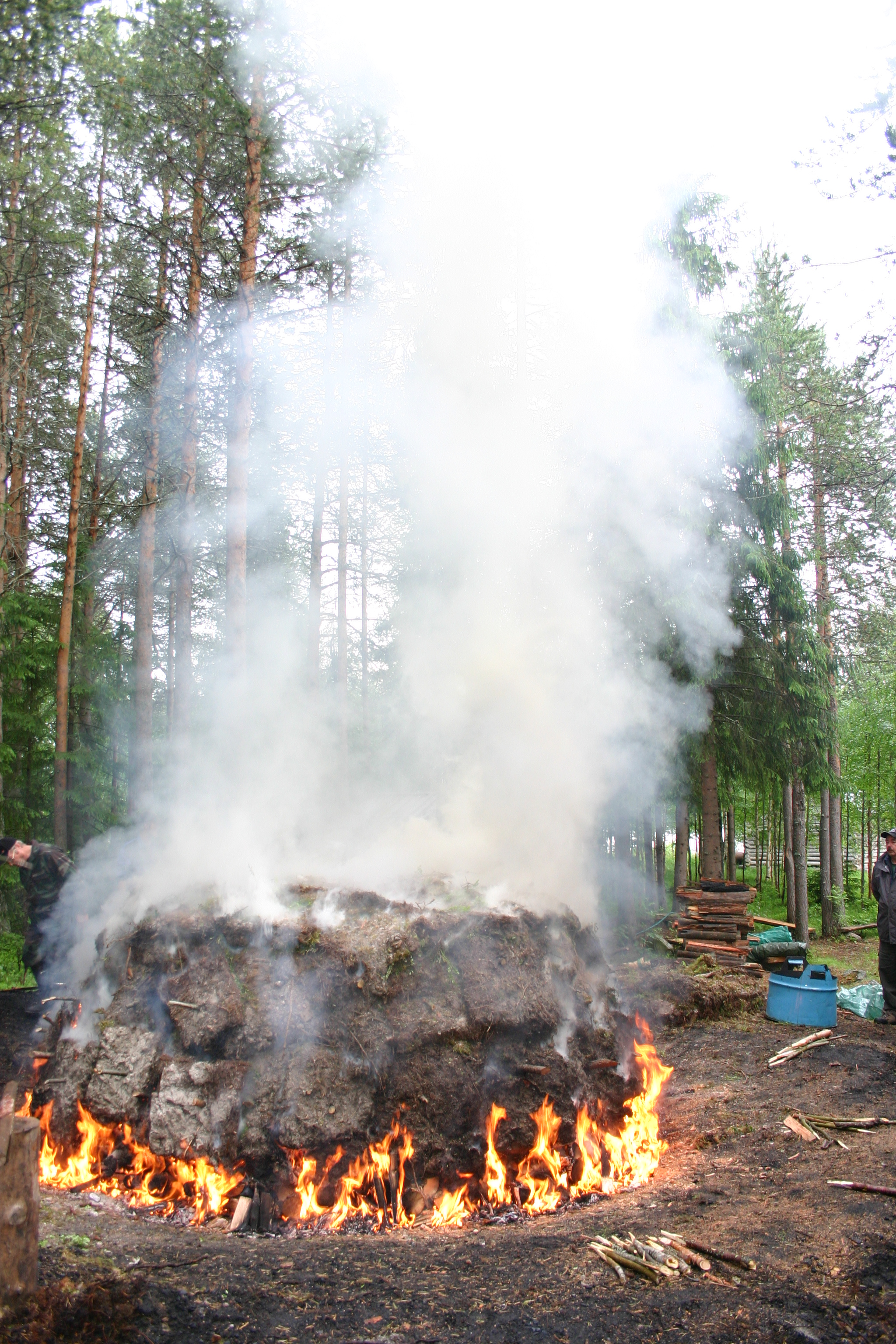
Reconstitution d'un four à goudron à Sirniö en Finlande

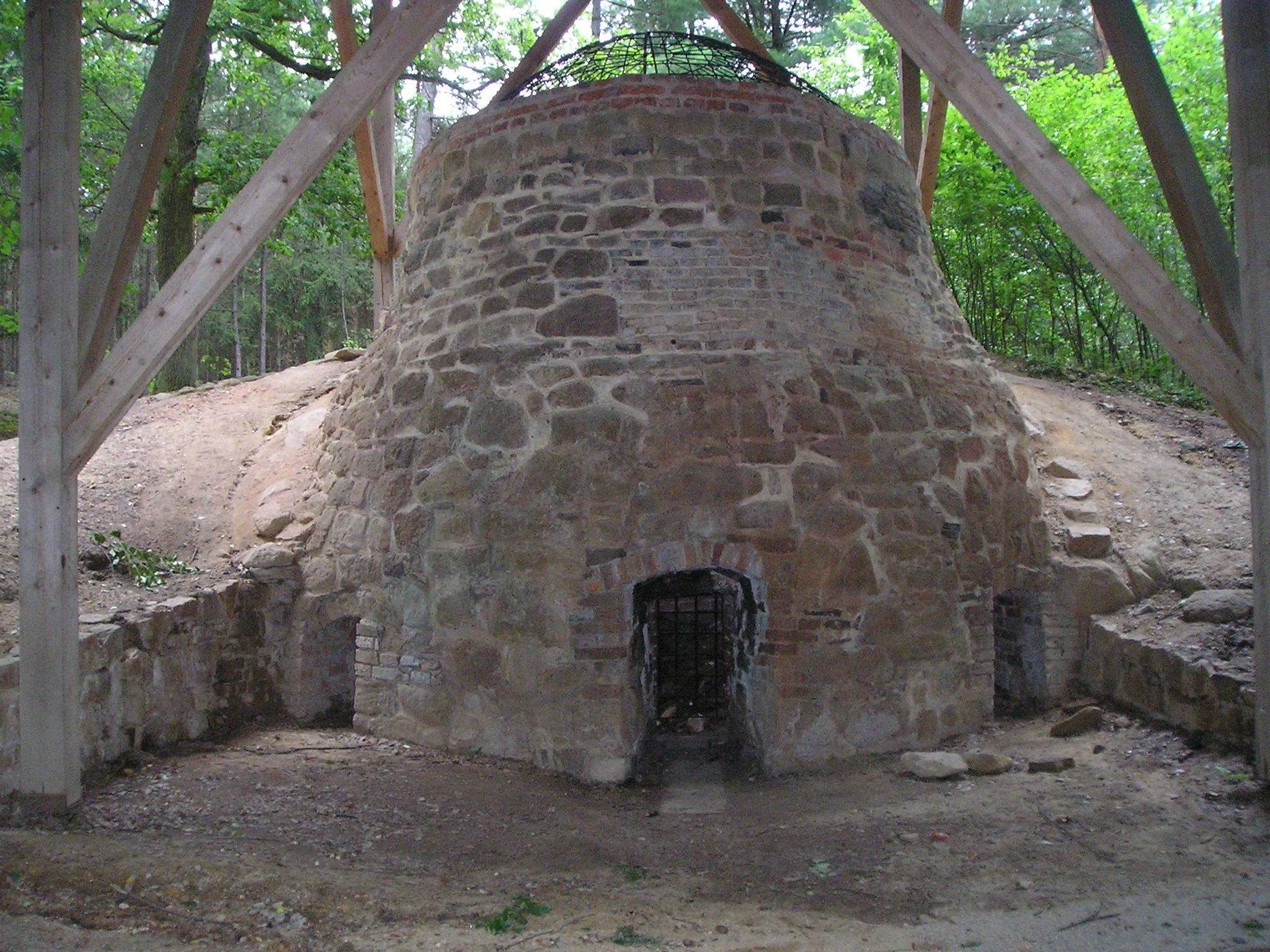
Kolomazná pec à Bolevec en République tchèque

Un four à poix ou four à goudron est une catégorie de four, généralement implanté en bordure de forêt, qui permettait d’extraire des bois résineux, la poix ou le goudron de pin; une combustion lente privée d'oxygène, très semblable à celle effectuée pour obtenir le charbon de bois, par ailleurs l'autre produit de l'opération. L'opération se faisait per descensum, ce qui signifie que le goudron était entrainé vers le bas où il était récolté de diverses manières.
L’extraction de la poix ou goudron de pin et son traitement dans les fours à poix répondent aux besoins de la marine, que ce soit pour calfater les bordés ou étancher les ponts des bateaux.
En Provence, où ils étaient désignés sous le vocable de « péguière », ils entrainèrent une déforestation importante.
On utilisait pour faire le goudron de pin les débris résineux de la distillation de l'essence de térébenthine; tresses en paille ayant servi à la filtration de la térébenthine; les ourles ou cicatrices des écorces des pins épuisés, les copeaux résultats du gemmage (galips); mais surtout les souches des pins riches en bois gras; ensuite des bûchettes ou bûches de pins fendues appelées à l'occasion « torches »,.

## Fours de Scandinavie
La Ligue hanséatique a fourni des documents sur l'exportation historique du goudron dans les pays nordiques au début des années 1300, mais il semblerait que l'homme ait fabriqué du goudron dès la période viking, pour calfater les langskip, snekkja, et knörrs, et autres bateaux viking. Activité à usage domestique pratiquée modestement au IVe siècle, la prolifération des fosses à goudron (appelée en suédois tjärdal) à proximité directe des forêts dès le VIIIe siècle, constituerait la preuve d'un accroissement exponentiel de la demande de goudron à l'origine d'une industrie florissante. Des fours toujours plus grands ont été fabriqués entre 680 et 900, soit la période d'expansion viking. En 1615, 13 000 barils ont été exportés et 227 000 barils ont été expédiés au cours de l'année record de 1863. La Suède, avec la Finlande, a été le premier exportateur mondial jusqu'à la deuxième moitié du XIXe siècle: en 1890, 6 746 tonnes de goudron ont été exportées.
Tradition vivace, des séminaire de « brûlage » de goudron (Tjärbränning) sont réalisés sur l'île de Gotland, une collaboration de l’Université de Göteborg et le Gotland Museum, le Tjära på Gotland.

## Fours en France
En France, le goudron extrait des pins fut un matériau stratégique au XVIIe siècle et XVIIIe siècle, quand la marine prit son essor sous l'impulsion de Jean-Baptiste Colbert. Presque tout le goudron du commerce était tiré des forêts de la Suède, Colbert eut l'idée d'en faire avec les pins de la France. Il appela des ouvriers suédois, deux maîtres brûleurs suédois, Ericson et Porfrey Asoer en 1664, puis un directeur général des manufactures de goudron, Elias Ahl, qualifié d'abord maître brûleur, et il donna l'entreprise à un nommé Lombard. Il entretint une correspondance active avec l'entrepreneur et même avec les ouvriers, fit apprendre les procédés de la fabrication aux habitants des Landes de Gascogne, de l'Auvergne et de la Provence et réussit sinon partout du moins dans les Landes à rendre cette industrie nationale,.
Les four le plus anciennement employé en France consistaient à creuser une cavité circulaire, soit sur une pente de colline, dont on a aplani une place de 10 mètres (30 à 40 pieds) de diamètre, soit sur le sommet également aplani ou coupe d'un tertre. Cette cavité, en forme d'entonnoir évasé, communiquait par un tuyau , adapté à sa partie inférieure, avec une petite chambre voûtée dans le milieu de laquelle se trouvait un récipient. Les choses ainsi arrangées, on plaçait quelques bûches en travers et horizontalement sur l'ouverture au fond de la cavité; on remplissait ensuite toute cette cavité avec des bûchettes ou bûches fendues, ayant 60 cm (2 pieds à 2 pieds 3 pouces) de longueur, en ayant le soin de les poser couchées suivant l'inclinaison des parois; puis sur le dernier rang, au niveau du sol, on élevait une meule analogue à celles à charbon de bois dans les forêts, en amoncelant des bûchettes semblables à celles des rangs inférieurs, mais inclinées en sens inverse. On implantait au 2e rang un poteau dont on entourait le pied de menus débris ligneux très inflammables; puis, on garnissait jusqu'à 4 pouces près du sol tout le monceau de paille, de feuilles ou de gazons retournés ou terre humectée; on enlevait alors le poteau central, on jetait dans l'ouverture qu'il laissait des charbons incandescents, puis on laissait le feu faire quelques progrès avant de boucher, à l'aide d'une plaque ou de gazons, l'ouverture supérieure de la cheminée. 
L'élévation de la température se propageait graduellement dans toute la masse, chassait l'eau en vapeur, rendait fluide la matière résineuse mêlée d'huile essentielle dans le bois, décomposait et carbonisait celui-ci en formant, parmi divers produits, de l'acide acétique et du goudron, qui s'ajoute aux produits résineux et aux matières huileuses provenant de l'altération de la résine. C'est tout ce mélange, qui, coulant ou se condensant vers les parties inférieures de la masse de bois, arrivait au tuyau central, coulait dans le récipient, où se faisait un premier départ spontané de la matière goudronneuse et du liquide aqueux, et que l'on traitait ultérieurement. Ce système a été quelquefois amélioré.
On préparait une sorte de brai en faisant bouillir le goudron jusqu'à ce qu'il ait perdu assez d'huile essentielle pour avoir la consistance convenable; lorsque cette opération se faisait en chaudières ouvertes, toute la vapeur huileuse était perdue. Le goudron distillé dans une sorte d'alambic analogue à celui utilisé pour la fabrication d'essence de térébenthine produit une huile essentielle foncée applicable à rendre siccatives les peintures foncées, sur les objets à l'extérieur des habitations.

### Fours en Auvergne

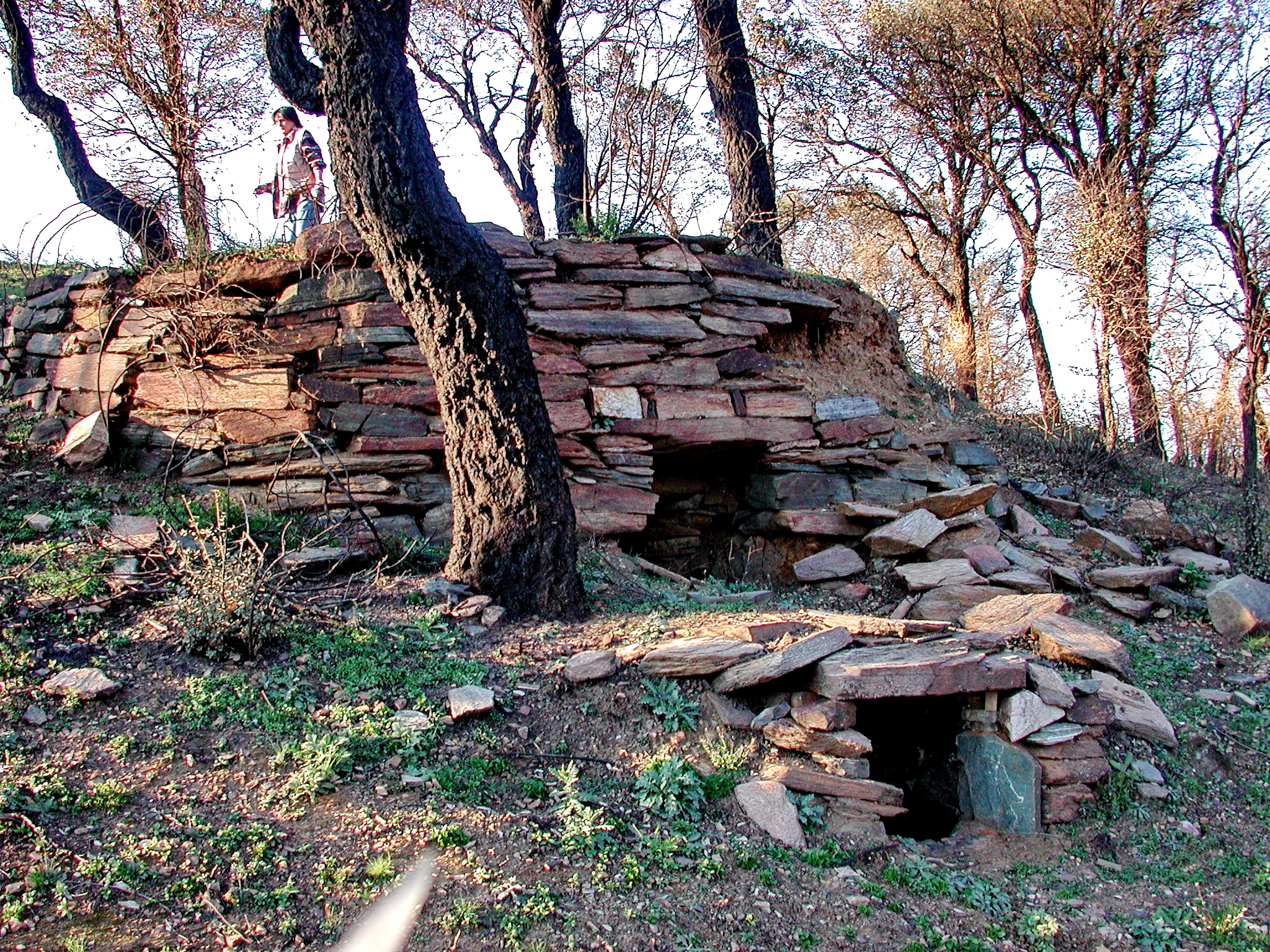
Four à poix à Vidauban (département du Var).

Les fours à poix se situant dans le Forez ont été implantés entre la fin du XVIIIe siècle et le début du XIXe siècle. Dans le canton de Saint-Bonnet-le-Château, 19 fours ont été recensés. En 1818, les communes d'Usson, d'Apinac et d'Estivareilles fournissaient 70 tonnes de poix par an.
Un four à poix est composé d’un système circulaire d’évacuation de fumée et d’odeur et d’une chambre de combustion centrale qui constitue l’élément essentiel à la transformation du produit. Ainsi, les grumes de conifères entassées verticalement se transforment progressivement en poix sous l’effet de la chaleur.
L'extérieur du four est souvent composé de granit (moellons, pierre de taille). Il est construit sur un terrain en pente, il a la forme d'un cube. Une partie en arrière est consacrée à entreposer le bois avant de le rentrer dans l'entonnoir. L'intérieur est en forme d'entonnoir. On peut trouver aussi le couloir de tirage, la mine et les carneaux. En bas, un conduit permet d'évacuer la poix vers une marmite de récupération.
Des exemples survivants se trouvent:
- Dans la commune d'Usson-en-Forez, au Trémolet : il est restauré et non loin d'un lavoir.
- Près de Merle-Leignec, autour du plan d'eau : il a été restauré et une remise en fonction a eu lieu, de manière expérimentale, en 1989.

Ces deux fours sont proches d'un point d'eau.